# ZUN
Jun'ya Ota (太田顺也 Ōta Jun'ya?) —nacido en Hakuba, Japón, el 18 de marzo de 1977—, más popularmente conocido como “ZUN”, es el único miembro conocido de Team Shanghai Alice, y es el diseñador, programador, guionista y compositor de la popular serie Touhou Project. Pocas cosas se conocen de él, entre ellas el hecho de que es muy aficionado a la cerveza, algo que ha admitido y que dice le ha inspirado para crear algunas de sus obras. Fue empleado por Taito Corporation y ha participado en la producción de diversos títulos de Taito. Se graduó de la Universidad de Tokio, Denki. Su seudónimo ZUN proveniente del tema musical Zuntata, del juego Darius Gaiden de la Taito Corporation, uno de los juegos de acción favoritos de ZUN.
Se ha confirmado en una entrevista que había empezado a componer sus propias piezas de la música desde la secundaria, y había aprendido a tocar la Electone (que sus padres habían comprado) y la trompeta (como parte de un conjunto de instrumentos de viento) desde la escuela primaria. También ha mencionado que en la empresa que trabajaba no les gustaba su trabajo en el proyecto Touhou, aunque las razones siguen siendo poco claras.
Tardó un poco en el proyecto Touhou debido a que estaba incompleto, además de que Amusement Makers (grupo de desarrolladores de videojuegos que pertenecían a la universidad en donde estudio ZUN) trabajaba a ritmo propio. Cuando ZUN terminó el primer juego de Touhou recibió algunos correos de fanáticos que lo habían jugado y les había encantado, pidiéndole que no abandonara el proyecto Touhou. ZUN fue creando más juegos, sin embargo, se graduó de la universidad y eso significaba que su tiempo en Amusement Makers ya terminó. Para proteger los derechos de su creación estrella creó el Team Shanghai Alice como nombre legal, sin embargo ha licenciado los derechos de Touhou a otros desarrolladores, e incluso ha colaborado enormemente en algunos de estos proyectos (aportando en la música o trama).
ZUN ha declarado que la razón real por la que hizo originalmente la serie de juegos y Team Shanghai Alice es porque no podía encontrar ningún juego que le gustara a sí mismo, por lo que decidió hacer juegos que le gustaban en su totalidad por él mismo. En la entrevista de una revista sueca, responde a la última pregunta con: «Voy a seguir haciendo juegos que se destacan, por lo que si todos mis fans desaparecen todavía estoy feliz de poder seguir haciendo los juegos que quiero».
ZUN también ha participado en otros proyectos ajenos a Touhou aunque algunos de la misma temática danmaku.

## Trabajos

### Juegos
- 東方靈異伝 ～ The Highly Responsive to Prayers (Amusement Makers 1996)
- 東方封魔録 ～ The Story of Eastern Wonderland (Amusement Makers 1997)
- 東方夢時空 ～ The Phantasmagoria of Dim.Dream (Amusement Makers 1997)
- 東方幻想郷 ～ Lotus Land Story (Amusement Makers 1998)
- 東方怪綺談 ～ Mystic Square (Amusement Makers 1998)
- 東方紅魔郷 ～ Embodiment of Scarlet Devil (Team Shanghai Alice 2002)
- 東方妖々夢 ～ Perfect Cherry Blossom (Team Shanghai Alice 2003)
- 東方萃夢想 ～ Immaterial and Missing Power (Colaboración con Tasogare Frontier 2004)
- 東方永夜抄 ～ Imperishable Night (Team Shanghai Alice 2004)
- 東方花映塚 ～ The Phantasmagoria of Flower View (Team Shanghai Alice 2005)
- 東方文花帖 ～ Shoot the Bullet (Team Shanghai Alice 2005)
- 東方風神録 ～ Mountain of Faith (Team Shanghai Alice 2007)
- 東方緋想天 ～ Scarlet Weather Rhapsody (Collaboration with Tasogare Frontier 2008)
- 東方地霊殿 ～ Subterranean Animism (Team Shanghai Alice 2008)
- 東方星蓮船 ～ Undefined Fantastic Object (Team Shanghai Alice 2009)
- 東方非想天則 ～ 超弩級ギニョルの謎を追え (Touhou Hisoutensoku) (Collaboration with Tasogare Frontier 2009)
- 東方文花帖 ～ ダブルスポイラー (Double Spoiler) (Team Shanghai Alice 2010)
- 東方三月精 ～ 妖精大戦争 (Fairy Wars) (Team Shanghai Alice 2010)
- 東方神霊廟 ～ Ten Desires (Team Shanghai Alice 2011)
- 東方心綺楼 ～ Hopeless Masquerade (Colaboración con Tasogare Frontier 2013)
- 東方輝針城 ～ Double Dealing Character (Team Shanghai Alice 2013)
- 弾幕アマノジャク ～ Impossible Spell Card (Team Shanghai Alice 2014)
- 東方深秘録 ～ Urban Legend in Limbo (Colaboración con Tasogare Frontier 2015)
- 東方紺珠伝 ～ Legacy of Lunatic Kingdom (Team Shanghai Alice 2015)
- 東方憑依華 ～ Antinomy of Common Flowers (Colaboración con Tasogare Frontier 2017)
- 東方天空璋 ～ Hidden Star in Four Seasons (Team Shanghai Alice 2017)
- 秘封ナイトメアダイアリー ~ Violet Detector (Team Shanghai Alice 2018)
- 東方鬼形獣  ~ Wily Beast and Weakest Creature (Team Shangai Alice 2019)
- 東方剛欲異聞 ～ 水没した沈愁地獄 (Team Shanghai Alice con Tasogare Frontier 2021)
- 東方虹龍洞 ～Unconnected Marketeers (Team Shanghai Alice 2021)
- バレットフィリア達の闇市場　〜 100th Black Market (Team Shangai Alice 2022)
- 東方獣王園　〜 Unfinished Dream of All Living Ghost (Team Shangai Alice 2023)

### Banda sonora
- 蓬莱人形 ～ Dolls in Pseudo Paradise (Team Shanghai Alice 2002)
- 蓮台野夜行 ～ Ghostly Field Club (Team Shanghai Alice 2003)
- 夢違科学世紀 ～ Changeability of Strange Dream (Team Shanghai Alice 2004)
- 幻想曲抜萃 東方萃夢想 ORIGINAL SOUND TRACK (Colaboración con Tasogare Frontier 2005)
- 卯酉東海道 ～ Retrospective 53 minutes (Team Shanghai Alice 2006)
- 幺樂団の歴史１ ～ Akyu's Untouched Score vol.1 (Team Shanghai Alice 2006)
- 大空魔術 ～ Magical Astronomy (Team Shanghai Alice 2006)
- 幺樂団の歴史２ ～ Akyu's Untouched Score vol.2 (Team Shanghai Alice 2006)
- 幺樂団の歴史３ ～ Akyu's Untouched Score vol.3 (Team Shanghai Alice 2006)
- 幺樂団の歴史４ ～ Akyu's Untouched Score vol.4 (Team Shanghai Alice 2007)
- 幺樂団の歴史５ ～ Akyu's Untouched Score vol.5 (Team Shanghai Alice 2007)

### Trabajos con Taito Corporation
- Greatest Striker (2000)
- Magic Pengel (2002)
- Bujingai (2003)
- Graffiti Kingdom (2004)
- EXIT (2005)